# Jovem Pan News Fortaleza
A Jovem Pan News Fortaleza é uma emissora de rádio brasileira sediada em Fortaleza, capital do estado do Ceará, que opera na frequência de 92,9 MHz, outorgada na cidade vizinha Caucaia. Pertence Grupo Cidade de Comunicação e é afiliada à rede Jovem Pan News, contando com programação integralmente jornalística. A frequência é controlada pelo Grupo Cidade desde 1992, quando foi lançada a Tropical FM, que operou até 2011 com programação popular e fez parte do auge do forró eletrônico nas rádios da capital cearense ao mesmo tempo em que esteve arrendada, durante quatorze anos, ao empresário Assis Monteiro. Depois transmitiu a FM 92, também com linha popular, e a Rádio Beach Park até a inauguração da Jovem Pan News em 2018.

## História

### Antecedentes
A Tropical FM de Fortaleza foi lançada pelo Grupo Cidade de Comunicação em setembro de 1992 transmitindo programação popular; a esta altura já detinha a Cidade AM, Cidade FM, Sucesso FM e Atlântico Sul FM, além da TV Cidade. Em 1995 o diretor-presidente do grupo Miguel Dias de Souza iniciou um processo de descentralização na administração de suas emissoras de rádio, transferindo-as para empresários locais. A da Tropical FM foi repassada em maio de 1997 para Assis Monteiro, que trabalhou durante 17 anos em diversos cargos no conglomerado a convite de Souza e lançou-se à comunicação formando uma sociedade com Francisco de Sousa Possidônio, arrendatário de outras rádios no Ceará.
Monteiro logo criou a AM Produções Artísticas e Publicidade Ltda. para, além de gerir a Tropical FM e a Cidade AM, fazer frente ao Grupo Somzoom, que dominava o mercado do forró eletrônico na cidade apoiando-se, inclusive, na Rede Somzoom Sat, sua rede de rádio via satélite. Assim, ele montou para a Tropical FM uma programação formada essencialmente por músicas do gênero visando angariar seus consumidores. Para operá-la com poucos custos Monteiro assinou contratos de sociedade com os locutores, que recebiam, ao invés de um salário, comissão de 50% sobre as vendas de cotas de patrocínio de seus programas. Um dos primeiros profissionais a aceitar a proposta, Guilherme Martins Timbó tornou-se o principal apresentador da rádio entre os anos 1990 e 2000 com o programa Rasga Baleia.
Após a saída de Possidônio da sociedade por incompatibilidade administrativa em 2000, Monteiro seguiu gerindo seus negócios sozinho, tendo fechado contratos com bandas de forró sem espaço na mídia local para tocar suas músicas na Tropical FM e proposto parceiras a proprietários de clubes de Fortaleza para promover as festas da AM Produções, cujos frequentadores eram os ouvintes da emissora, divulgadas a todo momento pelos seus locutores e transmitidas ao vivo na programação. As movimentações a transformaram na "rádio oficial do forró", pois dedicava 70% de sua grade ao forró, enquanto 30% era voltado músicas românticas e antigas.
Após um arrendamento ao cantor Wesley Safadão entre maio e junho de 2011, o Grupo Cidade substituiu a Tropical FM pela FM 92, um projeto sob administração própria que apresentava programação popular e eclética, além de haver aderido à transmissão conjunta de partidas de futebol com a Cidade AM. No ano seguinte a emissora apareceu entre as dez mais ouvidas da Grande Fortaleza e chegou a liderar em algumas faixas horárias. Em abril de 2013 os 92,9 MHz passaram a transmitir a Rádio Beach Park, emissora com músicas adultas que havia deixado a frequência de 101,7 MHz, por qual operava desde 2011, para dar lugar à Tribuna Bandnews FM e estava no ar pela Internet.

### Inauguração
Em abril de 2018 foi divulgado que a rede Jovem Pan News chegaria à Fortaleza através de uma frequência do Grupo Cidade, que já contava em seu quadro de emissoras com a afiliada à rede musical Jovem Pan FM. A programação jornalística do Grupo Jovem Pan retornava à capital cearense cerca de treze anos após deixar a grade da AM do Povo, que afiliou-se à CBN. Inicialmente a estreia foi marcada para maio através dos 92,9 MHz devido à Rádio Beach Park haver adquirido a frequência de 102,7 MHz, migrante da extinta Rádio Primeira Capital de Aquiraz, em AM. Com o encerramento da transmissão da emissora em 21 de abril de 2018, os 92,9 MHz entraram em expectativa com uma programação musical provisória, também seguindo o gênero adulto.
O Grupo Cidade chegou a optar por transferir a Jovem Pan News para a frequência da Cidade AM, uma vez que planejava criar uma rádio católica, mas a rede não aceitou a troca devido à linha da emissora não estar de acordo com seu projeto. O grupo confirmou que a afiliada chegaria pelos 92,9 MHz em maio. Na semana de estreia o narrador esportivo Gomes Farias, recém-saído da Rádio Verdes Mares, foi contratado para comandar a equipe esportiva, que viria a cobrir partidas de futebol em conjunto com a Cidade AM.
A Jovem Pan News Fortaleza foi lançada em 14 de junho e apresentada na rede pelo Jornal da Manhã com uma entrevista do presidente do Grupo Cidade Miguel Dias Filho. No trimestre entre abril de junho de 2019 a emissora alcançou pela primeira vez a liderança em audiência entre as rádios noticiosas em Fortaleza e ficou na quinta colocação geral.